# کالینوواتس، اوب
کالینوواتس (به صربی: Kalinovac) یک روستا در صربستان است که در Ub Municipality واقع شده‌است.
 کالینوواتس ۸٫۳۶ کیلومتر مربع مساحت و ۴۰۶ نفر جمعیت دارد و ۱۰۰ متر بالاتر از سطح دریا واقع شده‌است.